# Baleira
Baleira är en kommun i Spanien.  Den ligger i provinsen Lugo i den autonoma regionen Galicien i nordvästra delen av landet, 400 km nordväst om huvudstaden Madrid. Antalet invånare är 1 120 (2024). Arean är 168,82 kvadratkilometer.